# Brücken, Birkenfeld
Brücken là một xã ở huyện Birkenfeld, bang Rheinland-Pfalz, nước Đức. Xã Brücken, Birkenfeld có diện tích 13,62 km². Dân số cuối năm 2006 là 1273 người.